# Sturnira erythromos
Sturnira erythromos là một loài động vật có vú trong họ Dơi mũi lá, bộ Dơi. Loài này được Tschudi mô tả năm 1844.